# ماورا
ناعورة أو مَاخُورة أو (نقحرة: ماورا) (بالإسبانية: Mahora) هي بلدية تقع في مقاطعة البسيط التابعة لمنطقة قشتالة والمنشف وسط إسبانيا.

## الديموغرافيا
بلغ عدد سكان بلدية ناعورة 1.435 نسمة عام 2011 (وفقاً للمعهد الوطني الإسباني للإحصاء).
| 1.397 | 1.366 | 1.359 | 1.379 | 1.411 | 1.433 | 1.435 |